# François Yves Raingeard de La Blétière
François-Yves Raingeard de La Blétière (ou de La Bletterie) est un homme politique français, né le 19 août 1752 à Marans (Charente-Maritime) et mort le 20 septembre 1820 à Pornic (Loire-Atlantique).

## Biographie
D'une famille du Pays de Retz qui se serait implantée à Saint-Lumine-de-Coutais près du lac de Grand-Lieu vers le VIIIe siècle, François Yves Raingeard de La Blétière est le fils de Françoise Marsaud, dame de Maumusson (fille du fermier général de l'Île de Bouin pendant neuf ans avant la Révolution française), et de François Raingeard de La Blétière, avocat et sénéchal de Bourgneuf. Il épouse Renée Gaschignard (fille de Jean-Baptiste Gaschignard, chirurgien navigant, et nièce d'Étienne Gaschignard), puis Laurence Joubaye (fille d'un procureur au siège présidial de Nantes).
François-Yves Raingeard de La Blétière est juge au tribunal de la Loire-Inférieure, puis commissaire près le tribunal criminel de Paimbœuf au moment la Révolution. Il s'affirme partisan d'une royauté constitutionnelle. Il est sensible à l'esprit du marquis de Lafayette. Au moment de la Révolution, il se refuse à attenter à la vie de ses concitoyens ce qui lui vaut quelques ennuis[Lesquels ?].
Il est élu député de la Loire-Inférieure au Conseil des Anciens le 25 germinal an VI, puis au Corps législatif le 4 nivôse an VIII. Il en est le président un cours moment après le Coup d'État du 18 brumaire de Bonaparte contre le Consulat avant de rentrer à Pornic où il vit au manoir de la Touche depuis quelques années. 
À sa mort, il exerce la profession d'avocat.

## Sources
- « François Yves Raingeard de La Blétière », dans Adolphe Robert et Gaston Cougny, Dictionnaire des parlementaires français, Edgar Bourloton, 1889-1891 [détail de l’édition]